# سرعت هدایت عصبی
بررسی سرعت هدایت عصبی (Nerve conduction velocity) یا NCV یک روش بررسی سرعت هدایت تحریک در اعصاب و میزان تاخیر در هدایت تحریک است. 

## کاربردها
بررسی سرعت هدایت عصبی معمولاً همراه با الکترومیوگرافی جهت بررسی نورالژیها و اختلالات عضلانی مانند میوپاتی ؛ سندرم تونل کارپال و... به کار میرود.

## روش کار
با تحریک عصب در یک نقطه از عصب و سنجش پتانسیل در یک نقطه دیگر از مسیر عصب این کار صورت میگیرد.